# All Riot
 All Riot  ist das dritte Studioalbum der deutschen Post-Hardcore-Band Waterdown. Es erschien am 3. Februar 2006 bei Victory Records und ist das erste Album mit dem neuen Sänger/Shouter Michael Janczak. Produziert wurde All Riot von Ingo Knollmann, dem Sänger der Donots. 

## Stil
Stilistisch bewegt sich Waterdown auf diesem Album mehr in Richtung Hardcore Punk als zuvor. Das Vorgängeralbum The Files You Have On Me ist ruhiger und weniger energisch. All Riot hingegen ist geprägt durch den neuen Shouter Michael Janczak und den Einsatz von Oldschool Hardcore Riffs. Trotzdem sind auch ruhigere Songs auf dem Album vertreten. Der Song Moshpit Etiquette thematisiert die steigende Anzahl an Violent Dancing in Moshpits in der Szene und spricht sich gegen diese Art des Tanzstils aus.

## CD-Cover
Das CD-Cover von All Riot zeigt passend zum Titel einen Polizeieinsatz. Dieses Thema zieht sich durch das ganze Booklet.

## Titelliste
1. Sleep Well – 3:35
2. Cut the Cord – 3:20
3. Disassembled – 3:57
4. Chewing on Lies – 3:27
5. You are the One – 3:24
6. My Hopelessness and Me – 3:39
7. Parasites – 3:01
8. Moshpit Etiquette – 3:33
9. Repeater – 3:45
10. Til the very End – 2:45
11. Recruit – 2:14